# ブラウン運動

2次元でのブラウン運動の1000ステップ分のシミュレーションの例。運動の起点は (0, 0) である。各ステップの x 成分と y 成分は独立で、分散は2で平均は0の正規分布に従う。数学的なモデルでは、ステップは不連続ではないと仮定している。

ブラウン運動のシミュレーション。黒色の媒質粒子の衝突により、黄色の微粒子が不規則に運動している。

物理学におけるブラウン運動（、英: Brownian motion）は浮遊する微粒子が不規則に運動する現象である。

## 概要
物理学におけるブラウン運動は、液体や気体中に浮遊する微粒子（例：コロイド）が、不規則（ランダム）に運動する現象である。1827年、ロバート・ブラウンが、水の浸透圧で破裂した花粉から水中に流出し浮遊した微粒子を、顕微鏡下で観察中に発見し、論文「植物の花粉に含まれている微粒子について」で発表した。
この現象は長い間原因が不明のままであったが、1905年、アインシュタインにより、熱運動する媒質の分子の不規則な衝突によって引き起こされているという論文が発表された。この論文により当時不確かだった原子および分子の存在が、実験的に証明出来る可能性が示された。後にこれは実験的に検証され、原子や分子が確かに実在することが確認された。同じころ、グラスゴーの物理学者ウィリアム・サザーランドが1905年にアインシュタインと同じ式に到達し、ポーランドの物理学者マリアン・スモルコフスキーも1906年に彼自身によるブラウン運動の理論を発表した。
数学のモデルとしては、フランス人のルイ・バシュリエは、株価変動の確率モデルとして1900年パリ大学に「投機の理論」と題する博士論文を提出した。今に言う、ランダムウォークのモデルで、ブラウン運動がそうである、という重要な論文であるが、当時のフランスの有力数学者たちに理解されず、出版は大幅に遅れた。
ブラウン運動という言葉はかなり広い意味で使用されることもあり、類似した現象として、電気回路における熱雑音（ランジュバン方程式）や、希薄な気体中に置かれた、微小な鏡の不規則な振動（気体分子による）などもブラウン運動の範疇として説明される。

## アボガドロ定数との関係
ブラウン運動について以下の式が成り立っている。
{\displaystyle \left\langle (x-x_{0})^{2}\right\rangle ={\frac {2RT}{N_{\mathrm {A} }f}}t}
ここで、上式左辺はブラウン運動する物体の平衡位置 x0 からのずれの2乗の平均である（系は1次元とする）。R は気体定数、T は絶対温度、f は易動度、t は十分経過した時間（極限としては t → ∞）である。そして、NA がアボガドロ定数である。アボガドロ定数以外はブラウン運動とは関係なく求めることのできる量であり、フランスの物理化学者ジャン・ペランが1908年、ブラウン運動の観測を元に NA = 7.05×1023（資料により値が異なる）という値を得ている。

なお、ボルツマン定数 kB = R / NAを用いて表記すると、次の式となる。
{\displaystyle \left\langle (x-x_{0})^{2}\right\rangle ={\frac {2k_{\mathrm {B} }T}{f}}t}

## 花粉にまつわる誤解
水中で浸透圧により破裂した花粉から流出した微粒子ではなく、花粉そのものがブラウン運動すると間違われることがある。一般書などに限らず、高名な学者や学術書や教科書にも見られた。最近でもマスコミの記事や、インターネット上の検索サイトで検索すると大学のウェブ上のアインシュタインの業績説明は誤ったままの説明になっていることが多い。

## アインシュタインの論文
1905年のアインシュタインの論文によって、ブラウン運動は原子の存在を明白に証拠付ける事実となった。その内容を要約すると以下のようになる。
1. 微粒子が時刻 t に位置 x にいる確率密度 ρ(x, t) は次の拡散方程式を満たす
{\displaystyle {\frac {\partial \rho }{\partial t}}=D{\frac {\partial ^{2}\rho }{\partial x^{2}}}}
2. 拡散係数 D は、微粒子の半径 a 、溶媒の粘性 μ を用いて
{\displaystyle D={\frac {RT}{N_{A}}}{\frac {1}{6\pi \mu a}}={\frac {k_{\mathrm {B} }T}{6\pi \mu a}}}
と表される。ブラウン運動の原子論的描像は、この式の導出の際に用いられている。この導出には、ファントホッフの式、ストークスの式、フィックの法則、定常流であることが用いられている。
3. 平均二乗変位は拡散係数を用いて表される。
{\displaystyle {\begin{aligned}\left\langle (x-x_{0})^{2}\right\rangle &\equiv \int _{-\infty }^{\infty }(x-x_{0})^{2}\rho (x,t)dx\\&=2Dt\end{aligned}}}
4. 以上から、平均変位 λ
{\displaystyle \lambda =\left\langle (x-x_{0})^{2}\right\rangle ^{1/2}}
が求められ、実験観測により検証できる。

## モデル
ブラウン運動は確率過程として数理モデル化できる。具体的にはウィーナー過程がそのままブラウン運動のモデルとみなせる（そのため数学ではウィーナー過程を別名「ブラウン運動」とも呼ぶ）。